# Episodi di Doraemon (serie animata 2005) (seconda stagione)
Questa è la lista degli episodi della seconda stagione dell'anime 2005 di Doraemon.
È stata trasmessa in Giappone dal 13 gennaio al 31 dicembre 2006 su TV Asahi, mentre in Italia dal 3 giugno 2014 al 28 aprile 2015 su Boing. Gli episodi 36 e 39 a lungo inediti in tv per motivi di censura, sono stati resi disponibili il 3 e il 4 ottobre 2020 sulla Cartoonito App, mentre gli episodi 60b e 64a, sono stati trasmessi solo su Cartoon Network il 2 e il 6 marzo 2024.

## Episodi
| Nº | Titolo italiano Giapponese 「Kanji」 - Rōmaji | In onda           | In onda                    |
| Nº | Titolo italiano Giapponese 「Kanji」 - Rōmaji | Giapponese        | Italiano                   |
| 29 | Il genio-robot 「新年だ！アラビアンナイト ランプのけむりオバケ」 - Shin'nenda! Arabian naito rampu no kemuri obakeLa casa sul poster 「かべ紙の中で新年会」 - Kabegami no naka de shinnenkai | 13 gennaio 2006   | 3 giugno 2014              |
| 29 | È Capodanno e Doraemon vorrebbe riposarsi, ma viene disturbato da Nobita. Il gatto-robot dà quindi al ragazzo la lampada di Aladino contenente un genio robot; se la lampada viene strofinata esso fuoriesce ed esaudisce i desideri del padrone. Ciò però non funziona come sperato: il genio infatti non è in grado di usare la magia e, per dare a Nobita ciò che desidera, è costretto a chiedere aiuto o a rubare dagli altri. Dopo che Doraemon ha fermato il genio dalla rapina di una banca, Gian, Suneo e il maestro scoprono il responsabile dei loro furti e se la prendono con Nobita. Nobita è stato selezionato per dare la festa di Capodanno con i suoi amici a casa sua, ma la mamma dissente. Doraemon decide di far svolgere la festa nella casa sul poster, situata in una dimensione parallela alla camera di Nobita. Dopo che il gatto robot ha appeso altri poster al muro, essi vengono rimossi da Tamako. I ragazzi sono pertanto intrappolati, finché Nobisuke riapre il poster. |                   |                            |
| 30 | Il trasferisci influenza 「謎のはだかおとこ このかぜうつします」 - Nazo no hadaka otoko kono kaze utsushimasuGita alle terme 「温泉旅行」 - Onsen Ryokō | 20 gennaio 2006   | 10 giugno 2014             |
| 30 | Nobisuke vorrebbe andare al lavoro, ma ha l'influenza ed è costretto a stare a casa. Doraemon tira fuori il trasferisci influenza, grazie a cui una persona che ha l'influenza può trasferirla a qualcun altro. Utilizzando il chiusky, Nobita si prende l'influenza del padre e poi esce per trasferirla a qualcun altro, ma ogni volta non riesce. Infine incontra un uomo che vorrebbe ammalarsi pur di farsi visitare da un'infermiera di cui è innamorato e Nobita usa il chiusky su di lui per poter finalmente guarire. Per accontentare Tamako, Doraemon usa l'oloviaggio per proiettare dentro casa delle immagini di un hotel di lusso con terme. La donna e Nobisuke si godono la finzione, finché Doraemon e Nobita fanno arrabbiare i genitori con uno scherzo. |                   |                            |
| 31 | La macchina sforna dolci 「タタミのたんぼ」 - Tatami no TamboLa giacca avventurosa 「オーバーオーバー」 - Ōbā ōbā | 27 gennaio 2006   | 10 giugno 2014             |
| 31 | Tamako porta a Nobita e Doraemon dei dolcetti di riso; dopo averne mangiati quattro a testa, i due si mettono a litigare su chi spetta l'ultimo snack, che viene mangiato da Tamako. Nobita e Doraemon allora decidono di preparare altri dolcetti: dopo essersi dati da fare per coltivare il riso, lo raccolgono e lo mettono nella macchina sforna dolci, che preparerà 259 dolcetti, inducendo i due a litigare su chi spetta il 130º pezzo. Nobita non vuole uscire di casa perché non succede mai niente, così Doraemon gli fa indossare la giacca avventurosa in grado di far vedere la realtà in modo più spaventoso (ad esempio uno scarafaggio può diventare uno scorpione). Shizuka e Nobita decidono poi di fare un giro con entrambi la giacca addosso, vivendo un'avventura al parco abbandonato. |                   |                            |
| 32 | Il libro delle figure reali 「ほんもの図鑑」 - Hommono zukanIl kit crea terra 「地球製造法」 - Chikyū seizō hō | 3 febbraio 2006   | 10 giugno 2014             |
| 32 | Dopo essere stato preso in giro da Suneo, Nobita vuole sapere che aspetto ha un tarsio spettro e Doraemon glielo mostra sul libro degli animali della collana figure reali e da cui inoltre è possibile far fuoriuscire e rientrare le immagini. In seguito Nobita mostra i libri agli amici, che però glieli rubano. Dopo essersi fatto restituire i libri, Nobita rimane intrappolato nel libro degli animali preistorici. Gian e Suneo prendono in giro Nobita per il suo aeroplano in miniatura; in un impeto di ira quest'ultimo sostiene di aver costruito un modellino molto bello e grande. Cercando un chiusky nel gattopone di Doraemon, Nobita trova il kit della terra, grazie a cui è possibile costruire un pianeta Terra in miniatura. Dopo una serie di disavventure, il modellino si disintegra proprio quando Nobita sta per mostrarlo a Gian e Suneo. |                   |                            |
| 33 | Il raggio moderno-antico 「進化退化ビーム」 - Shinka taika bīmuAvventura d'altri tempi 「大むかし漂流記」 - Ō mukashi hyōryūki | 10 febbraio 2006  | 17 giugno 2014             |
| 33 | Nobita è convinto che il padre abbia un modo di fare antiquato. Doraemon dà pertanto all'amico il raggio moderno-antico, grazie al quale è possibile trasformare un oggetto o un essere vivente in una versione più vecchia o più nuova. Tutto sembra andar bene finché Nobita trasforma un topo e un gatto in antenati dei mammiferi, che creano disordine in città. Fortunatamente riesce a risolvere il problema. Nobita non crede alla teoria della tettonica delle placche e decide di verificare personalmente con Doraemon. Mentre i due amici si divertono nella preistoria di 100 milioni di anni fa, si trovano bloccati sul carapace di una tartaruga preistorica e Doraemon non ricorda più dove sia l'accesso alla macchina del tempo. Fortunatamente riescono a trovarlo prima che il rettile li mangi. |                   |                            |
| 34 | Il sogno-televisore 「ゆめのチャンネル」 - Yume no channeruLa macchina misura età 「恐竜の足あと発見」 - Kyōryū no ashiato hakken | 17 febbraio 2006  | 17 giugno 2014             |
| 34 | È notte e Nobita non ha sonno; Doraemon, che vorrebbe dormire, dà al ragazzo il sogno-televisore, grazie al quale è possibile sbirciare i sogni altrui. Dopo aver visto i sogni di Gian, Suneo e Shizuka, Nobita si ritrova inseguito dai personaggi dei sogni degli amici, finché si scopre che è stato tutto un incubo. Nobita vorrebbe trovare un fossile e, accompagnato da Doraemon, torna al cretaceo. Qui i due amici cercano di far sì che un dinosauro lasci le impronte su un chiusky in grado di fossilizzarle, ma falliscono. Infine Nobita cade sul chiusky e la sua impronta diventa fossile, inducendo gli scienziati a credere che sia di una scimmia anche se all'epoca ancora non esistevano. |                   |                            |
| 35 | I modellini viventi 「自然観察プラモシリーズ」 - Shizen kansatsu puramo shirīzu | 3 marzo 2006      | 12 maggio 2015             |
| 35 | Nobita è invidioso di Suneo, che possiede un raro modellino di dinosauro, e ne chiede uno a Doraemon. Quest'ultimo dà al ragazzo i modellini viventi, che una volta montati si animano in modo verosimile alla realtà. Suneo tuttavia è invidioso a propria volta di Nobita e ruba un modellino di dinosauro da Doraemon, ma il tutto finisce per ritorcerglisi contro, perché l'animale arriva a distruggere la casa della famiglia Honekawa. |                   |                            |
| 36 | I mostri dell'isola disabitata 「無人島の大怪物」 - Mujintō no dai kaibutsu | 10 marzo 2006     | 3 ottobre 2020             |
| 36 | Gian, Suneo e Shizuka chiedono a Doraemon di prestargli la dokodemo porta per andare su un'isola tropicale, ma Nobita non è contento, visto che non sa nuotare. Con un chiusky lasciato incustodito da Doraemon, Nobita diventa una sirena, per vendicarsi dei suoi amici, ma l'effetto dura solo per 15 minuti, causando il fallimento del piano. Così si trasforma in vari animali per spaventare gli amici. Gian, Suneo e Shizuka, spaventati dall'isola tropicale, vogliono andare a casa, ma non è possibile, perché Nobita ha spostato la dokodemo porta. Più tardi Nobita torna per portare agli amici delle banane, dopodiché intende far trasformare Doraemon in un tirannosauro, per poter fare la parte dell'eroe. Il piano però fallisce, in quanto appare un vero tirannosauro, che insegue Doraemon e Nobita. Quest'ultimo sviene e, quando il tirannosauro ritorna una lucertola, viene deriso da Gian e Suneo. |                   |                            |
| 37 | L'uovo pensa-diventa 「しりとり変身卵」 - Shiritori henshin tamagoUn re dell'età della pietra 「石器時代の王さまに」 - Sekki jidai no ōsama ni | 17 marzo 2006     | 24 giugno 2014             |
| 37 | Shizuka desidera cavalcare un cavallo alato; per aiutarla a realizzare il suo sogno, Doraemon dà a Nobita l'uovo pensa-diventa che consente di trasformarsi in qualunque cosa per massimo 10 minuti in modo abbastanza complicato. Dopo che Nobita - diventato un cavallo alato - viene brevemente cavalcato da Shizuka, il chiusky va fuori controllo ed esaurisce il potere con Nobita diventato un iguanodonte. Nobita torna all'età della pietra con l'intento di diventare re e insegnare ai cavernicoli le innovazioni tecnologiche. Raggiunta la preistoria, Nobita viene accolto in una tribù di uomini primitivi e cerca di mostrare loro le innovazioni tecnologiche, ma ogni volta fallisce. Dopo essere stato catturato da un mammut, il protagonista viene salvato da Doraemon, che i cavernicoli scambiano per una divinità. |                   |                            |
| 38 | Visite dal futuro 「未来の国からはるばると」 - Mirai no kuni kara harubaru to | 21 aprile 2006    | 24 giugno 2014             |
| 38 | Dopo essersi separato da Doraemon dopo un litigio, Nobita ripensa a quando il suo pronipote Sewashi e il gatto-robot vennero nella sua stanza per la prima volta e gli dissero che si sarebbe sposato con Jaiko. Dopo che due previsioni di Doraemon su Nobita si sono avverate, Sewashi rivelò che Nobita lascerà nel futuro un debito enorme, che impoverirà i suoi discendenti, e che i due vennero per avvertirlo di questo brutto futuro. Doraemon in particolare spiegò che sarebbe rimasto sempre al fianco di Nobita. Alla fine Doraemon decide di tornare nel presente, ma Nobita non apprezza molto la cosa e i due riprendono a litigare. |                   |                            |
| 39 | La mini-città 「ゆめの町ノビタランド」 - Yume no machi nobitarandoUn padre perfetto 「りっぱなパパになるぞ!?」 - Rippa na papa ni naruzo!? | 28 aprile 2006    | 4 ottobre 2020             |
| 39 | Stanco di non avere un posto dove giocare libero, Nobita chiede a Doraemon di aiutarlo. Quest'ultimo tira fuori la macchina fotografica di miniature istantanee in grado di replicare gli oggetti in miniatura e anche il tunnel che rimpicciolisce per diventare piccoli. Così, crea una mini-città nel suo giardino solo per lui e i suoi amici. Mentre i ragazzi si divertono, Tamako distrugge la mini-città, causando la fuga del gruppo. Arrabbiato per un rimprovero del padre, Nobita decide di usare la macchina del tempo per scoprire che padre sarà in futuro. Così il ragazzo entra nel suo appartamento e si mette nei panni di suo figlio Nobisuke. Intanto l'adulto ritorna a casa, ma con l'aspetto viziato facendo rimanere male Nobita. Così il ragazzo sgrida Nobita adulto per aver fallito la prova di essere un padre perfetto. Infatti l'adulto si scusa, dice che non dovrà mai perdere le speranze e di voler bene alla sua famiglia; i due mantengono la promessa. |                   |                            |
| 40 | Spray cancellante 「エスパースネ夫」 - Esupā SuneoIl berretto aumenta stima 「スネ夫は理想のお兄さん」 - Suneo wa risō no onīsan | 5 maggio 2006     | 1º luglio 2014             |
| 40 | Nobita pensa di avere dei poteri telecinetici e viene per questo deriso da Suneo e Gian. Doraemon e Nobita decidono quindi di far credere a Suneo di essere un telecineta, dopo essere diventati invisibili. Quando però Suneo decide di esibirsi, i suoi "poteri" non funzionano e, per evitare di essere picchiato da Gian, tenta ripetutamente di far muovere invano un robot. Sunetsugu, il fratello minore di Suneo, va a far visita al ragazzo. Quest'ultimo tuttavia gli ha sempre dato sue notizie false e non vuole dirgli la verità. Doraemon decide quindi di far indossare a Sunetsugu il berretto aumenta stima, grazie a cui chi lo indossa fa dire agli altri quello che si aspetta di sentire. Alla fine Doraemon e Nobita convincono Suneo a dire la verità al fratello; tuttavia, quando sembra dirla, chiede a Sunetsugu se vuole stare lì ancora un po', con delusione di Doraemon e Nobita. |                   |                            |
| 41 | La macchina apri-corpo 「たとえ胃の中、水の中」 - Tatoe i no naka, mizu no nakaPero, torna in vita! 「ペロ!生きかえって」 - Pero! Ikikaette | 12 maggio 2006    | 1º luglio 2014             |
| 41 | Shizuka ha ingoiato un opale e, per recuperarlo, Doraemon e Nobita decidono di rimpicciolirsi con un sottomarino ed entrare nel corpo della ragazza (parodia di Viaggio allucinante). Dopo una serie di contrattempi riescono nell'intento e a uscire dal corpo di Shizuka. Decidono poi di farle uno scherzo, che però rende furiosa la ragazza, che inizia a lanciare a Nobita e Doraemon vari oggetti, tra cui l'opale stesso, che viene ingoiato dal ragazzo. Doraemon è quindi costretto a entrare nel corpo di Nobita nello stesso modo di prima. Shizuka è triste per la morte del suo cane Pero, deceduto per una malattia, e Nobita gli promette che lo riporterà in vita. Nobita e Doraemon tornano allora indietro di un giorno per dare a Pero una medicina per farlo guarire. Il tentativo ha esito positivo, con grande gioia di Shizuka. |                   |                            |
| 42 | Le spillette del fan club 「フィーバー!ジャイアンF・C」 - Fībā! Jaian F CStrategia di conquista 「グンニャリジャイアン」 - Gun nyali Jaian | 19 maggio 2006    | 8 luglio 2014              |
| 42 | Gian desidera avere un fan club, come Tsubasa Ito; Nobita e Doraemon sono costretti ad aiutarlo distribuendo in giro delle spille che costringono chi le indossa a partecipare a un fan club. Ben presto però i "fan" inseguono Gian, che dopo essere scappato decide di chiudere il fan club. Gian è innamorato di una ragazza e decide di ordinare a Nobita e Suneo di avvicinarla: chi non ci riuscirà verrà picchiato dal bullo. Mentre Suneo descrive Gian alla ragazza in modo positivo dicendo una serie di bugie, Doraemon decide di smascherarlo con il rigira bugie, grazie a cui non può mentire, venendo inseguito dal bullo. Doraemon dà poi a Gian l'arco e frecce di Cupido, con cui può far innamorare la ragazza, ma fallisce. Suneo però raccoglie una freccia, con cui colpisce la ragazza, che si innamora di lui, rendendo furioso Gian, che prende a inseguire di nuovo il ragazzo. |                   |                            |
| 43 | L'adesivo sbirciatina 「しずかちゃんと出木杉が… 透視シールで大ピンチ」 - Shizukachan to de kisugi ga… tōshi shīru de dai pinchiIl narralibro 「本になった出木杉！？ 人間ブックカバー」 - Hon ni natta shutsu kisugi! ? Ningen bukkukabā | 26 maggio 2006    | 8 luglio 2014              |
| 43 | Per vedere se Nobita ha firmato correttamente una lettera che sta per spedire, Doraemon usa un adesivo che permette di spiare dentro la busta senza dover aprirla. Nobita usa gli adesivi di Doraemon per compiere varie azioni scorrette, tra cui scarabocchiare un diario segreto tra Shizuka e Dekisugi. Doraemon scopre però quanto fatto da Nobita e, dopo aver sistemato tutto, si arrabbia con il ragazzo. Il maestro di Nobita assegna agli alunni il compito di leggere un libro e di farne una relazione scritta. Nobita, a causa della sua pigrizia, non riesce a leggere neanche una pagina, così Doraemon gli mostra il narralibro: chi lo indossa è costretto a recitare gli avvenimenti descritti in un libro. Dopo aver fatto vedere a Dekisugi il futuro, Doraemon e Nobita gli fanno indossare il gadget e il giovane inizia a recitare Paul Clifford. A un certo punto Dekisugi non ce la fa più a recitare il libro e Nobita, desideroso di sapere il resto della storia, decide di chiedere Paul Clifford in prestito a Dekisugi, che accetta felice. |                   |                            |
| 44 | Il microfono parlo io 「ジャイ子の甘い恋物語 泣くなジャイ子よ」 - Jai-ko no amai koi monogatari nakuna jai-ko yoIn cerca di nuove idee 「クリスチーネ剛田大先生！ ジャイ子の新作マンガ」 - Kurisuchīne gōden ōsensei! Jai-ko no shinsaku manga | 2 giugno 2006     | 8 luglio 2014              |
| 44 | Jaiko si è innamorata di un ragazzo di nome Moteo Mote e, per aiutarla a dichiarare i sentimenti, Doraemon usa il microfono parlo io, con cui è possibile far dire a una persona quello che si vuole. Grazie all'intervento di Gian, Nobita e Doraemon, Jaiko e Moteo si incontrano al parco, ma Nobita fa fare una figuraccia alla ragazzina, che scappa in lacrime. Quella sera Moteo va a trovare Jaiko, rivelandole di disegnare anch'egli manga; le propone pertanto di pubblicare un manga insieme e di diventare amici. Jaiko è disperata perché è a corto di idee per il manga da pubblicare con Moteo. Gian chiede perciò aiuto a Nobita e Doraemon: i due amici si recano prima nell'Antico Egitto e poi nell'Europa medievale per scattare foto dell'epoca e darle a Jaiko, ma invano. Jaiko vuole piuttosto un ambiente tranquillo per pensare alle sue storie: Doraemon allora la fa entrare in una lattina enorme, che si apre solo quando la ragazzina ha finito di disegnare il manga. Quando la lattina si apre, Gian dà a Moteo il manga dal titolo Il mio fratellone, che parla del rapporto tra Gian e Jaiko. |                   |                            |
| 45 | Il calendario crea vacanze 「ぐうたらの日」 - Gūtara no hiIl muta uovo 「ネコののび太いりませんか」 - Neko no Nobita irimasen ka | 9 giugno 2006     | 15 luglio 2014             |
| 45 | Grazie a un chiusky in grado di modificare i giorni di festa dei calendari giapponesi, Doraemon e Nobita aggiungono una festa il giorno dopo - il 1º giugno - che chiamano festa degli scansafatiche, in cui nessuno dovrà lavorare. Ciò però non è piacevole come sperato: infatti prima nessuno vuole giocare con Nobita e poi quest'ultimo e Doraemon vorrebbero mangiare qualcosa, ma non c'è cibo in casa e nessun esercizio commerciale è aperto. Così Nobita decide di annullare l'effetto del chiusky. Nobita trova in strada un gattino e lo porta a casa, pur sapendo che la mamma non sarà d'accordo. Tuttavia, dopo che il gattino ha sventato un incendio, Tamako cambia opinione sull'animale e decide di accettarlo in famiglia. Intanto il padrone del gattino si fa vivo e Doraemon glielo riporta. Tamako cade in depressione per questo e Nobita è costretto a diventare un gatto, per far contenta la donna. |                   |                            |
| 46 | Scambio di mamme 「やさしいママはだれのママ？ ママをとりかえっこ」 - Yasashī mama wa dare no mama? Mama o torikae kkoPapà pittore 「パパの人生の分かれ道… のび太が消えちゃう？」 - Papa no jinsei no wakaremichi… Nobita ga kie chau? | 16 giugno 2006    | 15 luglio 2014             |
| 46 | Credendo che le loro madri siano eccessivamente severe, Nobita, Suneo e Shizuka decidono di scambiarsele tra di loro con un chiusky di Doraemon. Dopo un primo momento di felicità con le nuove famiglie, i tre amici decidono di tornare dalle loro vere madri. Nobisuke racconta a Doraemon e Nobita che desiderava fare il pittore quando era ragazzo, ma che a causa della sua indecisione perse l'occasione. I due amici decidono di tornare indietro nel tempo per convincere il padre a realizzare il suo sogno. Dopo aver convinto Nobisuke con un chiusky, i due amici scoprono però che se l'uomo diventerà pittore finirà per sposare Kaneko Kanemitsu, una donna che si è offerta di finanziargli gli studi, così cercano di fermarlo, ma invano. Alla fine scoprono che Nobisuke non vuole sposare Kaneko e che decide piuttosto di rinunciare agli studi. Nobita e Doraemon sono sollevati e, tornati nel presente, fanno da modelli al padre, che decide di dipingere un quadro. |                   |                            |
| 47 | Nobita da solo nel futuro 「地球最後の日！？ 未来の町にただ一人」 - Chikyūsaigonohi! ? Mirai no machi ni tadahitoriL'orologio promemoria 「逃げろ、ドラえもん！ スケジュールどけい」 - Nigero, Doraemon! Sukejūru do kei | 23 giugno 2006    | 15 luglio 2014             |
| 47 | Doraemon va nel futuro e Nobita lo segue di nascosto. Dopo una serie di contrattempi, Nobita incontra Sewashi, il quale rivela al bisnonno di essere l'unico essere umano sopravvissuto da un attacco UFO e dà anche a lui una pistola per combattere gli extraterrestri. Dopo un breve combattimento, viene rivelato che in realtà gli esseri umani sono andati nello spazio e che Doraemon si è fatto sostituire gli ingranaggi consumati. Per aiutare Nobita a organizzare la sua giornata, Doraemon gli fa usare l'orologio promemoria, che impone di fare quanto prefissato una volta stilato il programma. Ciò però non funziona quanto previsto, siccome, per un errore, Doraemon finisce con dover fare il programma scritto da Nobita ed è costretto a nascondersi. |                   |                            |
| 48 | La pastiglia "volere è potere" 「ドウナル？コウナル！ ソウナルじょう」 - Dō naru? Kounaru! SōnarujōLa poltiglia crea-diffidenza 「こわーい目つきののび太 世の中ウソだらけ」 - Kowai me-tsuki no Nobita yononaka uso-darake | 7 luglio 2006     | 22 luglio 2014             |
| 48 | Dekisugi, Gian e Suneo invitano Nobita a venire in piscina con loro. Nobita però non sa nuotare e vorrebbe imparare; Doraemon allora gli dà la pastiglia "volere è potere", che se mangiata farà diventare i pensieri realtà. Grazie al chiusky il ragazzo e Doraemon si fanno una nuotata - anche se Nobita continua a immaginare cose sbagliate - e alla fine si aggiungono anche Shizuka, Dekisugi, Gian e Suneo. Tornati a casa, Doraemon suggerisce a Nobita di immaginarsi in spiaggia a rilassarsi: lui lo fa, ma finisce per scottarsi in tutto il corpo. Dopo che Gian ha imbrogliato Nobita, Doraemon fa mangiare all'amico la poltiglia crea diffidenza in grado di creare diffidenza in chi la mangia. Nobita va quindi dal bullo per farsi valere, ma il chiusky si rivela troppo potente: infatti prima Nobita cerca di cambiare l'accaduto a suo vantaggio e poi crede che Suneo, Shizuka, Doraemon e la mamma di Gian stiano proteggendo quest'ultimo. Dopo essere caduto in una buca a causa della sua diffidenza, Doraemon riesce ad annullare l'effetto del chiusky. |                   |                            |
| 49 | L'isola deserta 「無人島へ大冒険！のび太漂流記」 - Mujintō e dai bōken! Nobita hyōryū-kiLa fotocamera smaterializzante 「かたづけはのび太におまかせください チッポケット二次元カメラ」 - Katadzuke wa Nobita ni omakase kudasai chippokettonijigenkamera | 14 luglio 2006    | 22 luglio 2014             |
| 49 | Ispirato da Robinson Crusoe, Nobita vorrebbe andare a vivere su un'isola deserta. Raggiunta l'isola, Nobita è inizialmente eccitato, ma si dispera quando non ci sono le comodità di casa e ogni volta Doraemon lo aiuta di nascosto. Alla fine Doraemon decide di riportarlo a casa e Nobita è contento. Nobita chiede un chiusky per evitare che la madre gli butti via i fumetti e Doraemon scatta una foto con una fotocamera in grado di trasformare gli oggetti tridimensionali in bidimensionali, finché non viene versata dell'acqua calda sulle foto. Dopo aver usato la fotocamera per aiutare Tamako, Nobita la usa - di nascosto da Doraemon - per aiutare le persone con problemi di spazio. Ben presto Tamako e Doraemon scoprono la marachella di Nobita e si arrabbiano con lui, che per sfuggire si scatta una foto. Doraemon è costretto ad andare a cercarlo e lo trova - tornato a tre dimensioni - sporco di urina. |                   |                            |
| 50 | Il mini-timer chiudi il becco 「ひょうきんな出木杉！？コチコチコチ…ボン！時限バカ弾」 - Hyōkin'na shutsu kisugi! ? Kochikochikochi… Bon! JigenbakadanIl diario del futuro 「なんでも思い通りの夢道具！？あらかじめ日記はおそろしい」 - Nan demo omoidōri no yume dōgu! ? Arakajime nikki wa osoroshī | 21 luglio 2006    | 22 luglio 2014             |
| 50 | Per azzittire Tamako da un rimprovero verso Nobita, Doraemon le lancia un mini-timer chiudi il becco, grazie al quale la persona smette di parlare per poi fare un balletto infantile. Dopo essersi fatto dare alcuni timer da Doraemon, Nobita ne vuole usare uno per far fare a Dekisugi una figuraccia davanti a Shizuka, ma, oltre a non riuscire nell'intento, il tutto finisce per ritorcersi contro. Con il diario del futuro di Doraemon è possibile far avverare quello che si scrive. Suneo sottrae però il diario a Nobita e scrive che quest'ultimo verrà mangiato da un leone. Nobita è pertanto costretto a fuggire, finché l'animale viene catturato. |                   |                            |
| 51 | La squadra di fantasmi 「うらめしやー、肝だめしを切り抜けろ！つめあわせオバケ」 - Urameshi ya , kimoda meshi o kirinukero! TsumeawaseobakeIl laser convincente 「そっちがウソでこっちがホント？どっちがウソか！アワセール」 - Sotchi ga uso de kotchi ga hontō? Dotchiga uso ka! Awasēru | 28 luglio 2006    | 29 luglio 2014             |
| 51 | Nobita scopre che Gian e Suneo intendono spaventarlo davanti a Shizuka, così Doraemon gli dà la squadra di fantasmi, un chiusky contenente spettri in grado di aiutare il padrone. Grazie ai fantasmi del chiusky, Nobita riesce a spaventare i bulli. Suneo origlia Nobita dire (erroneamente) che le cicale depongono le uova in nidi sugli alberi e intende spargere la voce. Doraemon, per evitare che Nobita venga preso in giro per questo, colpisce Suneo con il laser convincente grazie a cui è possibile rendere vera qualsiasi cosa. Mentre racconta a tutti l'episodio, Suneo viene puntualmente contraddetto per l'effetto del chiusky e inizia a impazzire. |                   |                            |
| 52 | Buon compleanno, Nobita! 「しずかちゃんと出木杉が急接近？ふたりっきりでなにしてる？」 - Shizukachan to de kisugi ga kyū sekkin? Futari-kkiri de nani shi teru?Polverine acqua-modellanti 「ドラえもんがイナバウアー！？水加工用ふりかけ」 - Doraemon ga inabauā!? Mizukakōyōfurikake | 4 agosto 2006     | 29 luglio 2014             |
| 52 | È il 7 agosto, ossia il compleanno di Nobita, ma nessuno sembra ricordarsene. Dopo aver origliato parzialmente un discorso tra Dekisugi e Shuzuka, Nobita crede che i due stiano complottando qualcosa. Infine i due amici regalano a Nobita una torta e rivelano che volevano fargli una sorpresa, così festeggiano insieme a Doraemon. Con le polverine acqua modellanti è possibile modificare la consistenza dell'acqua. Doraemon e Nobita decidono di andare al mare e, con la sua acqua, iniziano a creare un edificio. Decidono poi di invitare Shizuka, Gian e Suneo e di sfidarsi a chi costruisce la migliore barca d'acqua, ma tutte affondano. Quando l'edificio è pronto, Doraemon lo fa a dipingere a Nobita con la polverina di vernice, ma sbaglia polverina e l'edificio viene demolito. |                   |                            |
| 53 | La bomba dell'uguaglianza 「全人類のび太化計画！？ビョードーばくだん」 - En jinrui Nobita-ka keikaku! ? Byōdō bakuda nLa pillola aiuta-tutti 「しずかは見た…。ぼくをタスケロン」 - Shizuka wa mita…. Bokuwotasukeron | 18 agosto 2006    | 29 luglio 2014             |
| 53 | Nobita vorrebbe essere più intelligente e con un fisico migliore; seppur riluttante, Doraemon tira fuori la bomba dell'uguaglianza, che consente di far diventare tutte le persone pigre come Nobita. Inizialmente il tutto va a vantaggio di Nobita, ma nel pomeriggio la situazione degenera e Doraemon non è in grado di annullare l'effetto del chiusky. Doraemon rimprovera Nobita per non aver aiutato due persone e vorrebbe fargli mangiare la pillola aiuta-tutti: chi la mangia non potrà fare a meno di aiutare la gente in difficoltà. Dopo aver rubato il chiusky, Nobita vorrebbe farlo mangiare ai suoi amici per far fare loro i suoi compiti, ma finisce lui stesso per inghiottire le pillole ed è costretto ad aiutare gli altri suo malgrado. Quella notte, Shizuka trova Nobita e decide di accompagnarlo a casa e aiutarlo a finire i compiti. |                   |                            |
| 54 | Le pillole acquavolo 「風の強い日はご用心？サンタイン」 - Kaze no tsuyoi hi wa goyōshin? SantainSogno o realtà 「夢の中で夢を見てそれも夢…ってどれが夢？うつつまくら」 - Yumenonakade yume o mite sore mo yume… tte dore ga yume? Utsutsu makura | 25 agosto 2006    | 7 aprile 2015              |
| 54 | Fa molto caldo e Doraemon dorme "allo stato liquido" grazie alle pillole acquavolo: chi le inghiotte diventa per un'ora liquido o aeriforme. Diventato gassoso, Nobita prende a stuzzicare Gian e Suneo, finché viene portato via dal vento. È l'ultimo giorno di vacanze estive e Nobita sogna di aver svolto tutti i compiti quando in realtà non ne ha fatto nessuno. Per consolare il ragazzo, Doraemon gli dà il cuscino della realtà, con cui scambiare un sogno per realtà. Ciò però non funziona come sperato: prima Nobita si arrabbia perché nessuno crede che abbia svolto i compiti, poi è costretto a svolgere tutti i compiti, infine diventa estremamente diligente e viene assillato dalla gente. Svegliatosi, il ragazzo scopre che non ha svolto nessun compito e mancano più della metà delle vacanze estive, chiedendosi se è un sogno o meno. |                   |                            |
| 55 | Un cantante insopportabile 「実はジャイアンよりひどい！？ ドラえもんの歌」 - Jitsuwa jaian yori hidoi! ? Doraemon'noutaLo sceneggia-realtà 「のび太が犬になった？ ライター芝居」 - Nobita ga inu ni natta? Raitā shibai | 8 settembre 2006  | 7 aprile 2015              |
| 55 | Per far smettere Gian di cantare, Doraemon gli dà un microfono in grado di silenziare la voce a insaputa del diretto interessato. Successivamente Doraemon si mette in testa di essere un cantante professionista, quindi esegue un concerto al parco abbandonato, al quale costringe a partecipare numerose persone. Nobita intanto conduce sul posto Sewashi, che riesce a fermare Doraemon. Si scopre poi che il responsabile dell'accaduto è un grillo che aveva messo fuori uso i circuiti del robot. Nobita non vuole fare i compiti e Doraemon lo ipnotizza con lo sceneggia-realtà (un chiusky simile a un accendino gigante). In seguito il ragazzo usa il chiusky per dar vita a un western in cui egli è un eroe che salva Shizuka dai banditi Gian e Suneo. Tuttavia, a causa dei molteplici errori ortografici, lo sceneggiato non va come previsto. |                   |                            |
| 57 | Incredibile, Nobita ha preso 100! 「最初で最後か？ な、なんと！！のび太が百点とった」 - Saisho de saigo ka? Na, nanto! ! Nobita ga hyaku-ten tottaSempre più in basso 「イマどきの悪魔にご用心 デビルカード」 - Ima doki no akuma ni goyōshin debirukādo | 22 settembre 2006 | 7 aprile 2015              |
| 57 | Nobita riesce a prendere 100 in un compito in classe, ma a nessuno sembra possibile, tranne Doraemon. Quest'ultimo allora tira fuori un robottino in grado di diffondere la notizia, ma dopo poco il chiusky inizia a esagerare a tal punto che Nobita deve scappare da una folla che vuole complimentarsi con lui. Doraemon è pertanto costretto a interrompere l'effetto del chiusky. Tuttavia quella sera Tamako scopre il compito e, insieme a Nobisuke, si congratula con il figlio. Nobita evoca casualmente una creatura che gli dà una carta speciale in grado di evocare soldi, perdendo però in altezza alla mezzanotte di quel giorno 1 millimetro ogni 300 ¥ richiesti. Nobita inizialmente usa la carta per acquistare un giornalino, ma ben presto è costretto a richiedere molti soldi per gli amici e i genitori e rischia di scomparire. Fortunatamente Doraemon riesce a evitare che ciò avvenga ingrandendolo con la torcia di ingrandimento. |                   |                            |
| 58 | La dieta impossibile 「ドラミちゃん式ダイエット！ ふんわりズッシリメーター」 - Dorami-chan-shiki daietto! Funwari zusshirimētāLa macchina chiama-ufo 「人類初の宇宙戦争か？！ 未知とのそうぐう機」 - Jinrui-hatsu no uchū sensō ka? ! Michitonosōgūki | 20 ottobre 2006   | 14 aprile 2015             |
| 58 | Tamako è estremamente irritabile e Doraemon, per capire il perché, chiede aiuto a Dorami, che scopre che la donna è a dieta, sebbene non sia in sovrappeso, e non riesce a dimagrire. Dopo aver cercato senza successo di aiutare Tamako con il cambia peso, Dorami le fa indossare, mentre è svenuta, gli occhiali ingrassanti, in grado di far vedere le persone più paffute della realtà. Dopo l'avvistamento di un UFO, Nobita ne attira uno in continuazione con un chiusky di Doraemon, finché irrompe in camera di Nobita. Dalla navicella spaziale scende un extraterrestre, simile a una foca con l'illicio e proveniente dal pianeta Haruka, arrabbiato per essere stato chiamato ripetutamente. Dopo alcune iniziali ostilità, il ragazzo e l'alieno fanno amicizia, finché questi torna sul suo pianeta. |                   |                            |
| 59 | La foglia cambia o scompari 「感動を呼ぶ葉っぱ？名作… ドロン葉」 - Kandō o yobu happa? Meisaku… doronpaIl robottino divino 「やさしさをください… 神さまロボットに愛の手を！」 - Yasashi-sa o kudasai… kamisamarobotto ni ai no te o! | 27 ottobre 2006   | 14 aprile 2015             |
| 59 | Doraemon tira fuori una speciale foglia: chi se la mette in testa può scambiarsi con gli altri o scomparire, ma funziona solo con i cani. Nobita, Doraemon e Shizuka tentano l'esperimento con un cane maltrattato di nome Beso, che si scambia con Bruto, il suo padrone. Mentre Beso nei panni di un umano gioca a baseball, Bruto nei panni di un cane si pente delle sue azioni verso Beso e, dopo essersi scambiato nuovamente, decide di trattarlo bene. Dopo essere stato bullizzato da Gian e Suneo, Nobita vorrebbe un chiusky che faccia trionfare la giustizia. Doraemon allora gli mostra il robottino divino che se aiutato concederà tre desideri. Dopo una serie di disavventure, il robottino viene aiutato da Shizuka, che utilizza i primi due desideri per farsi guarire un dito e regalare un vestito nuovo. Gian e Suneo, che assistono alla scena, sono invidiosi e anche loro aiutano il robottino. Al momento dei desideri, dopo che Gian ne ha espresso uno, i due bulli si mettono a litigare ed entrambi esprimono il desiderio che all'amico venga la faccia da maiale. Shizuka, con il suo ultimo desiderio, riporta i due ragazzi come prima. |                   |                            |
| 60 | L'airone delle tasse 「もらうほどへっちゃうおこづかい？ 税金鳥」 - Morau hodo hetchau o kodzukai? ZeikintoriIl collirio dell'uomo invisibile 「ドラミちゃん式ひみつ道具 とう明人間目ぐすり」 - Dorami-chan-shiki himitsudōgu tōmei ningen-me gusuri | 3 novembre 2006   | 14 aprile 20152 marzo 2024 |
| 60 | Nobita, a differenza di Suneo, non può permettersi di comprare un giornalino. Per rendere le cose meno ingiuste, Doraemon tira fuori l'airone delle tasse, che preleva i soldi dalla paghetta degli amici: più è alta, maggiore è la percentuale prelevata. Dopo un po' di tempo, Nobita e Doraemon scoprono che gli amici non sono contenti di dover pagare le tasse. Gian allora distrugge il chiusky. Suneo mostra a Nobita un libro intitolato L'uomo invisibile, ma Gian se ne appropria ingiustamente. Stanco del comportamento del bullo, Nobita chiede a Dorami un chiusky per recuperare il libro. Dorami tira fuori il collirio dell'uomo invisibile; mettendo una goccia sull'occhio, fa rimanere il corpo umano trasparente. Nobita decide di usare il collirio per diventare invisibile e va a casa di Gian per vendicarsi. Alla fine, riesce a recuperare il libro, anche facendo mettere nei guai Gian. Nel frattempo Nobisuke trova il flacone di collirio e, prima di fare il bagno, lo mette nella vasca, diventando invisibile. |                   |                            |
| 61 | Lo sciogli sicurezze 「ドラえもんぐらっとして、のび太は大変！？ 自信ぐらつ機」 - Doraemon guratto shite, Nobita wa taihen! ? Jishin guratsu kiIl diamante passa guai 「のび太の不幸をあなたに… 悪運ダイヤ」 - Nobita no fukō o anata ni… akuundaiya | 10 novembre 2006  | 21 aprile 2015             |
| 61 | Gian e Suneo decidono di partecipare a un concorso per scegliere lo studente più bravo del Giappone. Arrabbiato delle loro arroganze, Doraemon mostra al ragazzo lo sciogli sicurezze, un chiusky composto da un'antenna trasmittente e varie antenne riceventi più piccole che, una volta messe in testa a una persona, fanno perdere a quest'ultima la fiducia in se stessa. Dopo aver usato il chiusky sullo stesso Doraemon per convincerlo a dargli altre antenne riceventi, Nobita le utilizza per dare una lezione a Suneo e Gian. Alla fine però, Nobita è costretto a lottare per dover trattenere Doraemon che intendeva tornare nel futuro, non credendosi più all'altezza del proprio compito. Per evitare i guai di Nobita, Doraemon acquista dal futuro il diamante scaccia guai, ma per errore gli viene consegnato il diamante passa guai, che ha lo stesso funzionamento con la differenza che la persona che lo trova subirà le conseguenze della sfortuna altrui. Abbandonato il diamante in strada affinché venga raccolto dalla prima persona che passa, i due amici si accorgono però che si tratta di Shizuka e riescono a evitare appena in tempo che quest'ultima lo raccolga; successivamente viene raccolto da Suneo, che però in seguito lo restituisce inaspettatamente a Nobita. Infatti, il ragazzo decide di gettare il diamante il più lontano possibile in modo che non sappiano chi lo troverà, ma poi Nobita viene colto dal rimorso di non riuscire ad accettare che qualcun altro debba soffrire al posto suo e così lui e Doraemon decidono di recuperare il diamante scoprendo che è stato trovato da Gian, il quale sente su di sé il dolore dei pugni che dà a Nobita. |                   |                            |
| 62 | L'implacabile corda della giustizia 「スクープ！しずかちゃんは悪い子？ おそるべき正義ロープ」 - Sukūpu! Shizukachan wa warui ko? Osorubeki seigi rōpuLa mini mongolfiera 「鳥だ！飛行機だ！ドラミちゃんだ！ ミニ熱気球」 - Torida! Hikōkida! Doramicha nda! Mininetsukikyū | 17 novembre 2006  | 21 aprile 2015             |
| 62 | Nobita è stufo delle prepotenze di Gian e Suneo; Doraemon allora gli mostra degli speciali semi che, se innaffiati, danno vita a un cyborg rampicante, che non sopporta le ingiustizie e lega temporaneamente chi si comporta male: i due bulli vengono così puniti. Più tardi durante un acquazzone tutti i semi di Doraemon si bagnano, dando vita a molteplici cyborg, che iniziano a legare chiunque per motivi futili. Alla fine Doraemon e Nobita riescono a risolvere la situazione, salvo venire inseguiti da Gian e Suneo. Nobita desidera avere un modello di dirigibile radiocomandato come quello di Suneo. Doraemon fa perciò arrivare dal futuro una mongolfiera in miniatura di Dorami, che tuttavia vola soltanto con il vento, ricreabile anche artificialmente con un phon. Nobita usa il chiusky per far arrivare una spilla a casa di Shizuka; tuttavia la mongolfiera viene intercettata da Gian e Suneo, che intendono abbatterla. Nobita, Doraemon e Dorami però riescono ad avere la meglio e a consegnare la spilla a Shizuka. |                   |                            |
| 63 | Il crea-piani quadridimensionale 「のび太の部屋、貸します 四次元たてましブロック」 - Nobita no heya, kashimasu yojigentatemashiburokkuIl filo magnetico 「のび太、ジャイアンとくっつく？ むすびの糸」 - Nobita, jaianto kuttsuku? Musubinoito | 24 novembre 2006  | 21 aprile 2015             |
| 63 | Grazie al crea-piani quadridimensionale è possibile alzare la casa di uno o più piani, senza che si veda da fuori. Dopo aver alzato l'abitazione di un piano, Nobita usa il chiusky, di nascosto da Doraemon, per trasformare la casa in un grattacielo e affittare gli appartamenti agli amici. A un certo punto Nobita, che è al piano più alto, deve andare in bagno e, essendo i servizi solo a piano terra, finisce per farsela addosso. Nobita vuole scusarsi con Shizuka per una divergenza e Doraemon gli dà un filo grazie a cui Nobita e Shizuka saranno costretti a trascorrere 10 minuti insieme. Dopo una serie di contrattempi, Nobita viene picchiato da Gian e Shizuka, che ha assistito alla scena, decide di far pace con Nobita, lavandogli le ferite. |                   |                            |
| 64 | Il passaporto cento ne fa 「のび太、悪の道へ… 悪魔のパスポート」 - Nobita, aku no michi e… akuma no pasupōtoLa pomata cucciolosa 「ペットとの再会！感動のラスト！！ かわいい石ころの話」 - Pettoto no saikai! Kandō no rasuto! ! Kawaī ishikoro no hanashi | 8 dicembre 2006   | 6 marzo 202428 aprile 2015 |
| 64 | Nobita è disperato di essere stato rimproverato dalla madre, per aver rubato dei soldi nel cassetto e decide di usare il passaporto cento ne fa di Doraemon; un chiusky pericoloso che il gatto-robot si è dimenticato di bruciare. Così lo usa su Doraemon e anche sulla mamma, che gli dà dei soldi per comprarsi il giornalino. Così il ragazzo decide di usare su tutti quanti, per essere più cattivo. Ma al rientro a casa, Nobita si sente in colpa per essere stato malvagio con tutti quanti e decide di restituire il chiusky a Doraemon e darsi da fare per rimediare alla sua precedente condotta, venendo aiutato dal robot. Nobita vorrebbe avere un cane, ma la mamma non vuole. Grazie alla pomata cucciolosa Doraemon fa diventare un sassolino un cagnolino, che Nobita chiama Nerino, dopodiché Doraemon dà la pomata anche a Shizuka, Gian e Suneo, che trasformano anche loro sassi in cani. Quando però il "cane" di Suneo crea problemi in casa, il ragazzo è obbligato ad abbandonarlo in un luogo sperduto. Tuttavia, una settimana dopo, il "cane" torna da Suneo. |                   |                            |

## Speciali
Gli episodi speciali di Doraemon vengono trasmessi in Giappone in occasione di eventi o ricorrenze particolari; sono inediti in Italia.
| Nº  | Giapponese 「Kanji」 - Rōmaji - Traduzione letterale | In onda           | In onda  |
| Nº  | Giapponese 「Kanji」 - Rōmaji - Traduzione letterale | Giapponese        | Italiano |
| S5  | 「紙工作が大あばれ」 - Kami kōsaku ga ō abare – "Un gigantesco oggetto di carta"「恐竜が出た!?」 - Kyōryū ga deta!? – "Dinosauri nella foresta"「恐竜さん日本へどうぞ」 - Kyōryū-san nihon he dōzo – "Benvenuti in Giappone, dinosauri!" | 24 febbraio 2006  | inedito  |
| S6  | 「勉強べやの大なだれ」 - Benkyō beya no ō nadare – "La grande valanga nella stanza di Nobita"「化石大発見」 - Kaseki dai hakken – "Alla scoperta di fossili"「宇宙ターザン」 - Uchū Tāzan – "Tarzan spaziale" | 24 marzo 2006     | inedito  |
| S7  | 「ジャイアンの甘～い声！ キャンディーなめて歌手になろう」 - Jaian no ama ~ i-goe! Kyandī namete kashu ni narou – "Le caramelle per cantare come un'artista"「あの名作をもう一度… おばあちゃんの思い出」 - Ano meisaku o mōichido… obāchan'noomoide – "Ricordi della nonna"「もこみちくんと紗季ちゃんだ！ ジーンと感動する話」 - Mokomichi-kun to Saki-chanda! Jīn to kandō suru hanashi – "Una storia commovente" | 30 giugno 2006    | inedito  |
| S8  | 「のび太くん、さようなら！ ドラえもん、未来に帰る…」 - Nobitakun, sayōnara! Doraemon, mirai ni kaeru… – "Non ti dimenticherò mai, Nobita!" | 1º settembre 2006 | inedito  |
| S9  | 「ゴキブリのおんがえし ウラシマキャンディー」 - Gokiburi no ongaeshi urashimakyandē – "Le caramelle di Urashima Taro"「勝負だ！妹よ… ドラえもんとドラミちゃん」 - Shōbuda! Imōtoyo… Doraemon to dorami-chan – "Doraemon e Dorami" | 1º dicembre 2006  | inedito  |
| S10 | 「正義のスーパーヒーロー 行け！ノビタマン」 - Seigi no sūpāhīrō ike! Nobitaman – "Vai, Nobitaman!" | 31 dicembre 2006  | inedito  |